# Piperrada
Piperrada (no País Basco (Espanha), ou “piperade” na parte francesa,  de pipèr, pimento, em occitano) é uma fritada ou “pisto”, normalmente considerada como um acompanhamento de carnes ou peixes. 
Uma das receitas apresenta dois aspetos notáveis. O primeiro é o assado dos pimentos para lhes tirar a pele, um procedimento comum em algumas regiões, como na preparação de salada para acompanhar a sardinha assada em Portugal. O outro é ser uma receita muito simples, apenas com pimento, verde e vermelho, cebola e alho cortados grossos, e o tomate, que dá a este prato as cores da ikurriña, vermelho, verde e branco. 
Os ingredientes mencionados são os tradicionais ou principais e são geralmente cozinhados com azeite em cazuela de barro e temperados com sal e açúcar. No entanto, na parte francesa, utiliza-se também o tomilho e o louro e considera-se que a forma mais tradicional de servir este prato é com ovos batidos, que se misturam depois da piperade já preparada, e se deixam cozer na mesma caçoila.  Noutras receitas, a preparação é complementada com “jambon de Bayonne” (presunto de Baiona (França)) 
Outras receitas com piperrada incluem o “bacalao con piperrada”, as “lágrimas de cerdo ibérico con piperrada” (a carne que pertence ao entrecosto), “Tacos de cerdo en brocheta con piperrada” e outras. 